# 食用血

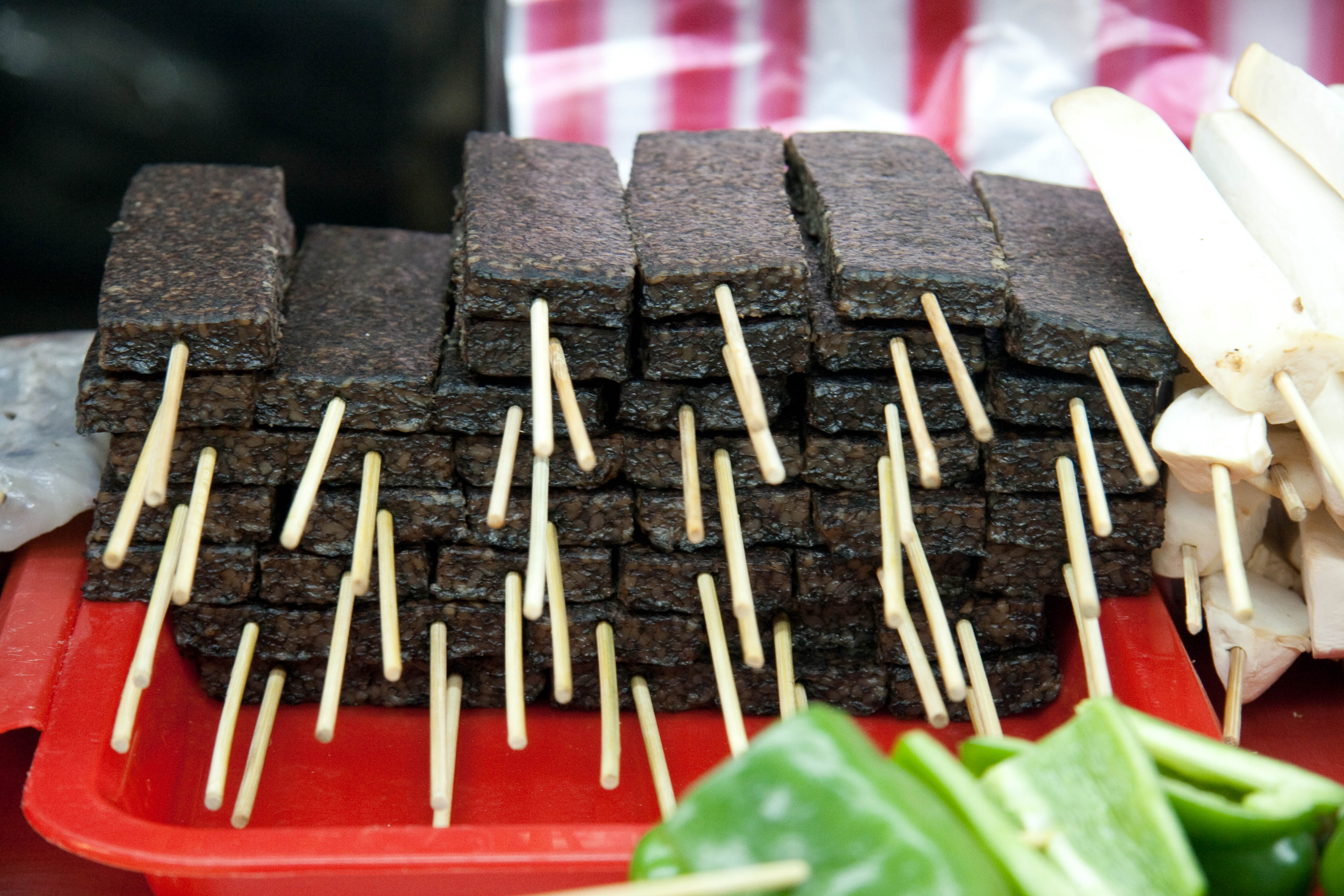
豬血糕

食用血（英語：Blood as food）存在於許多文化之中，它們通常會與肉類食物做搭配結合。食用血也常常被製成血腸，可做為醬汁的增稠劑，以及防腐的鹽醃手法，亦可製成湯品。
食用血的來源通常來自於馴養動物，而處理方式，通常是在馴養地或是屠宰場將動物的血管開口，並在第一時間將血液流入容器，使其可以被迅速食用或做進一步處理。由於在多數文化之中，這些馴養動物通常是被宰殺的，因此有些文化之中，血液是一種禁忌食物。

## 烹調方式

### 香腸

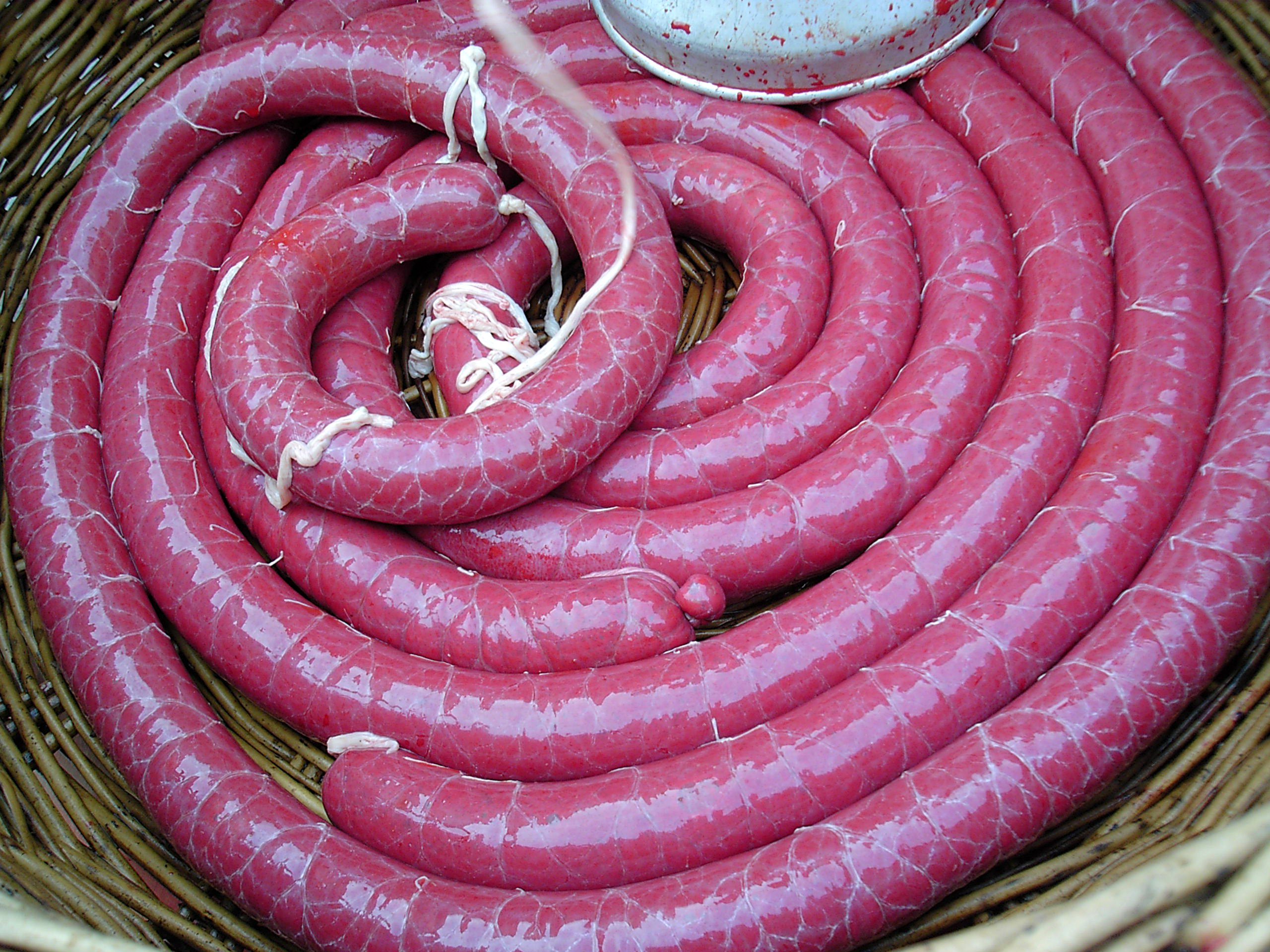
生血腸

血腸，或是黑布丁，是一種常見的香腸，可以用任何動物的血液填充至腸衣或其他可填充物，直到厚度足以在冷卻情況下成功凝結即可。豬和黃牛的血液是最常見的。典型的可填充物包括脂肪、羊脂、麵包、稻、大麥和燕麥片。而製成的產品包括愛爾蘭羊血腸、墨西哥血腸、黑布丁、血腸、血舌餚肉、東歐黑布丁（波瀾黑布丁）、義式豬血腸、西班牙血腸、芬蘭黑香腸、愛沙尼亞黑布丁、以及各式的石香腸。

## 鬆餅

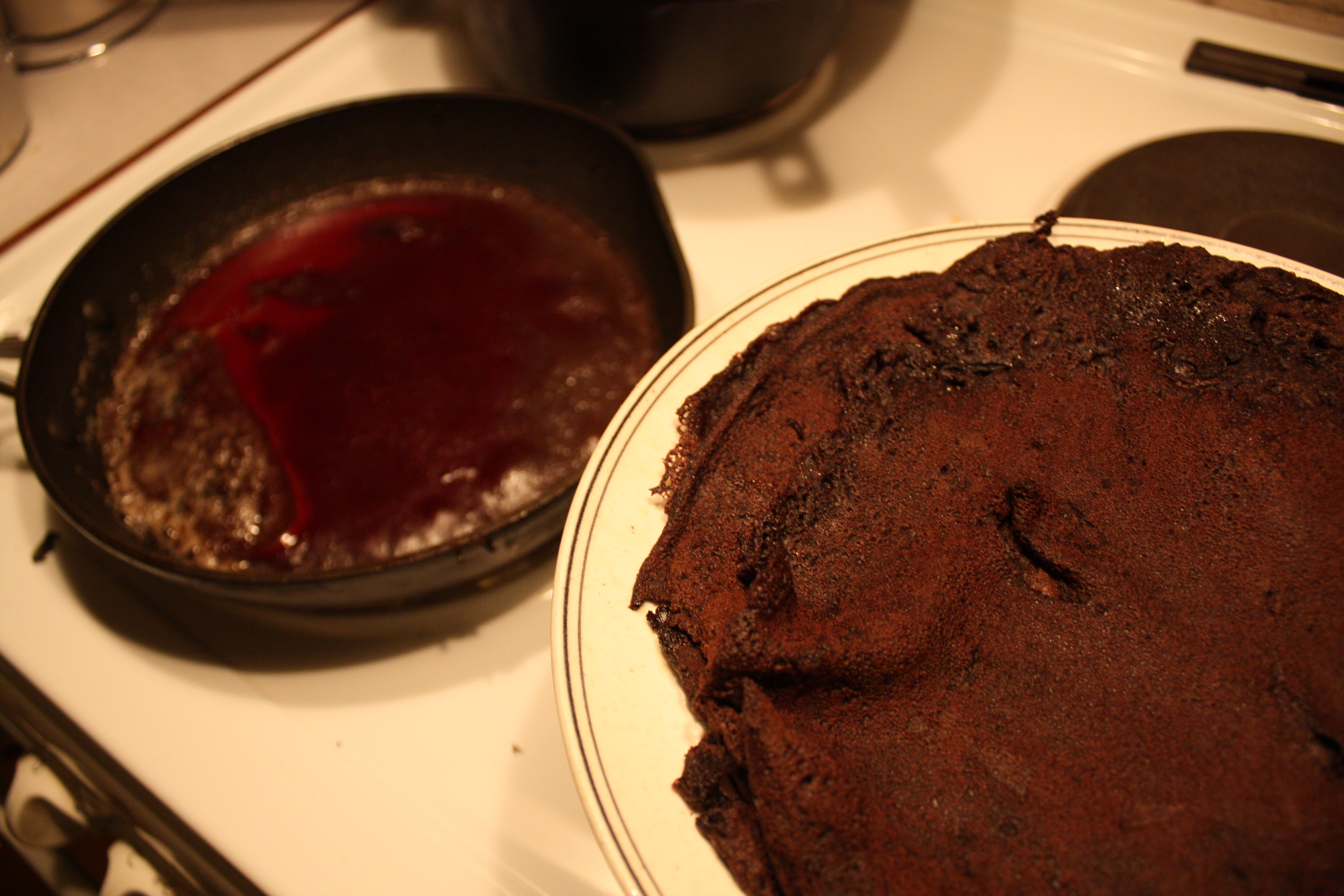
瑞典牛血鬆餅

血鬆餅出現在西班牙加利西亞、波羅的海國家和斯堪地那維亞。常見的製成產品為牛血鬆餅（瑞典稱之為、芬蘭稱之為、愛沙尼亞稱之為）！

### 湯品、燉煮、醬汁
血湯和燉煮，都是以血液作為清湯的一部分，常見的製成產品有波蘭血湯、燉豬血、解酲湯、芬蘭血湯、豬雜湯、越南鴨血和斯堪尼黑湯。

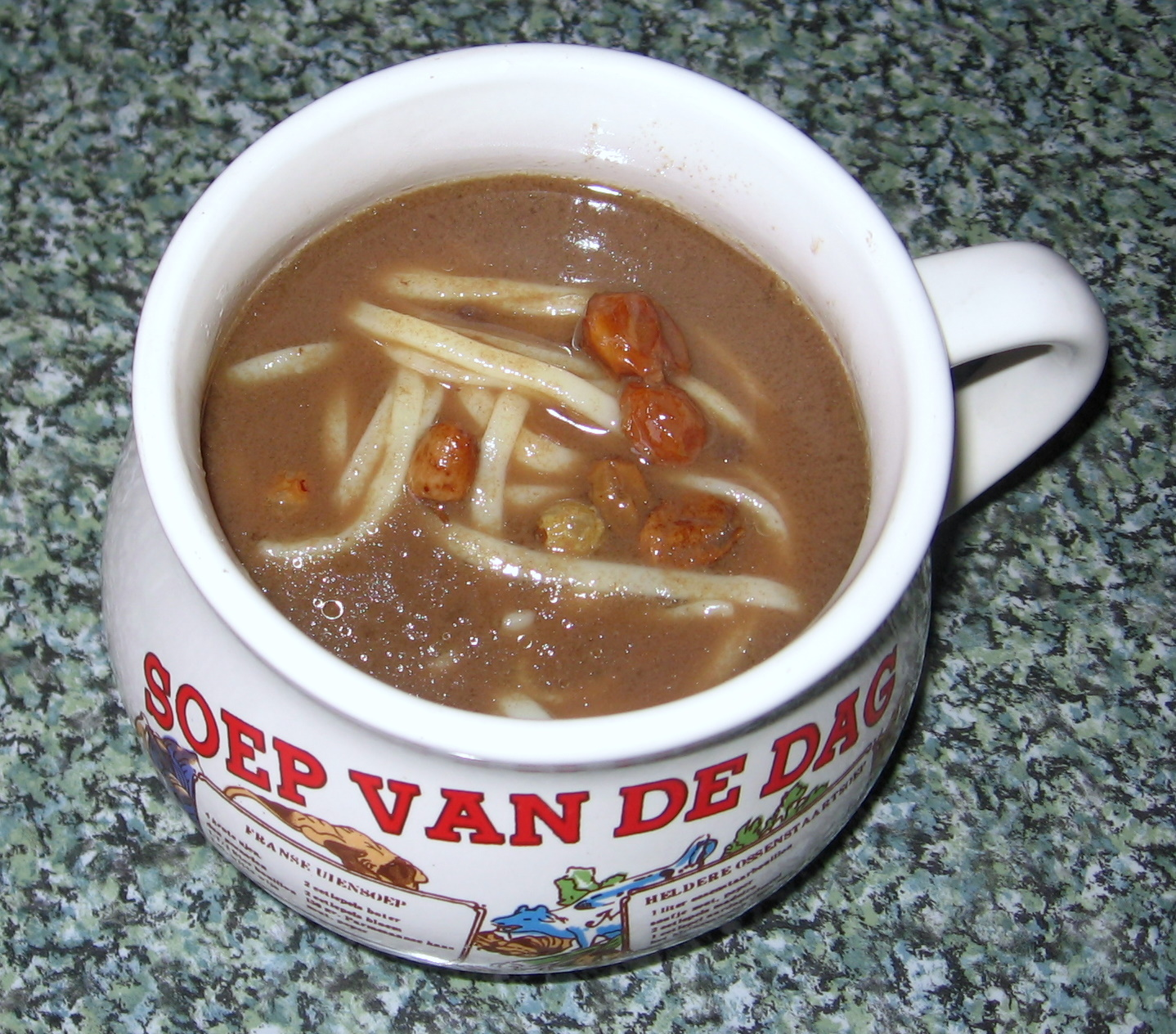
波蘭血湯

食用血也可做為醬汁的增稠劑，常見的製成產品有法國血鴨、紅酒燉雞、越南鴨血。而食用血亦可增添肉類的風味，像是血鴨飯。

### 固化使用
食用血可以被製成固態的原料，可以在使用前先行凝固，或是透過料理的過程中加速其凝固的過程。在匈牙利，豬隻在早晨被宰殺後，豬血會與洋蔥拌炒作為他們的早餐。在華人地區，常常以豬血或是鴨血製成血豆腐，亦有使用牛血和雞血。食用血可以很簡單地在凝固後，直接切成塊狀來做料理，常見的料理像是在爪哇島以豬血或雞血製成的的薩倫（Saren）。血豆腐可以在咖哩麵和毛血旺中發現。在藏區，犛牛的血液是一道傳統美食。

### 生食
在有些情況下，生血在無經過其他處理的狀態下，會被直接當作原料使用。生血通常不會被單獨來食用，而是會被添加進飲料或是菜餚之中。唯一一個較特殊的例子是：因紐特人會生飲海豹的血液，它們的傳統相信這可以帶給他們健康。

## 宗教用途
在天主教會中，包含東正教會、東方正統教會、以及部份的聖公宗，相信在聖餐禮中的聖禮，參與者必須攝食耶穌象徵性的體和血。1662年聖公宗公禱書的共融後禱告便形容聖餐為“精神糧食”，而許多的基督教派也會象徵性地進行聖餐禮。
然而，沒有一個基督教派是以真正的血液來進行聖餐禮的，即使是相信聖餐變體論（相信無酵餅和葡萄酒經神父祝聖化成基督的體血）的基督教派也是。飲用真實的血液，事實上在被認為是猶太教及基督教聖經一部分的利未記中是被明確禁止的。“奉獻之言”，其中包含耶穌在最後的晚餐對十二使徒說的話，對於那些出席晚餐的人，無論對十二使徒或門徒來說，都是令人驚訝的，甚至是不安的，尤其是最後的晚餐剛好在逾越節成為逾越節晚餐。因此在耶穌死後，飲用血液的禁令便在耶路撒冷會議被確立，並記載在使徒行傳之中。
而其他的宗教或傳統信仰會飲用真血作為儀式的一部分。在一些異教傳統、撒旦崇拜、部分美國原住民、以及巫毒教傳統中，都被記載確實有飲用真血的傳統，甚至在某些情況下還是人血（通常是自願的情形）。血液本身的象徵和飲酒的行為在這些傳統之間是不同的：在異教徒的傳統中，許多信眾會將信眾的血液滴入一杯酒中並喝下，象徵信眾的連結性遠遠大於乾親的意義；在巫毒教中，各種血液包括雞血、山羊血、甚至是經血，都是法術和魔藥的常見成分；而撒旦崇拜類似巫毒教，是一種模糊的集合式傳統，通常是與撒旦神話和哥德式的變態圖像有關，像是吸血鬼的喝血行為，但這些所謂的“儀式”原本是哥特小說作家所發明的，但其因旨在製造讀者的厭惡和恐懼，而違反了基督教教義。

## 文化考量
一些文化視血液為禁忌食物，在亞伯拉罕諸教中，猶太人和穆斯林便禁止血液的食用。在新約聖經中，血液食用的禁止是在耶路撒冷會議中確立的；（使徒行傳 15:19–21）而這個禁忌也確立在希臘正教會中，聖經律法和共融亦同。
在奈及利亞的伊博族並沒有明確禁止食用血液，但多數人厭惡並拒絕食用具有血腥味或未煮熟的肉類食物（像是壽司上的生魚片和一分熟、三分熟或五分熟的牛排）。宰殺家山羊、家牛或其他動物在伊博族的習俗中，會在頸部開一個小口，並使大部分血液從傷口緩慢流出，這個做法可能與早期與歐洲接觸並影響的伊博族猶太信徒有關。許多伊博族人無論是在雜貨店亦或超級市場中購買何種形式的肉品，都會習慣用水將肉品的血液洗出後再行使用。

## 相關菜式

### 非洲
在馬賽人傳統中，小牛血是傳統飲食的一部分，尤其是在依些儀式像是割禮或嬰兒出生等特殊場合之後。

### 亞洲

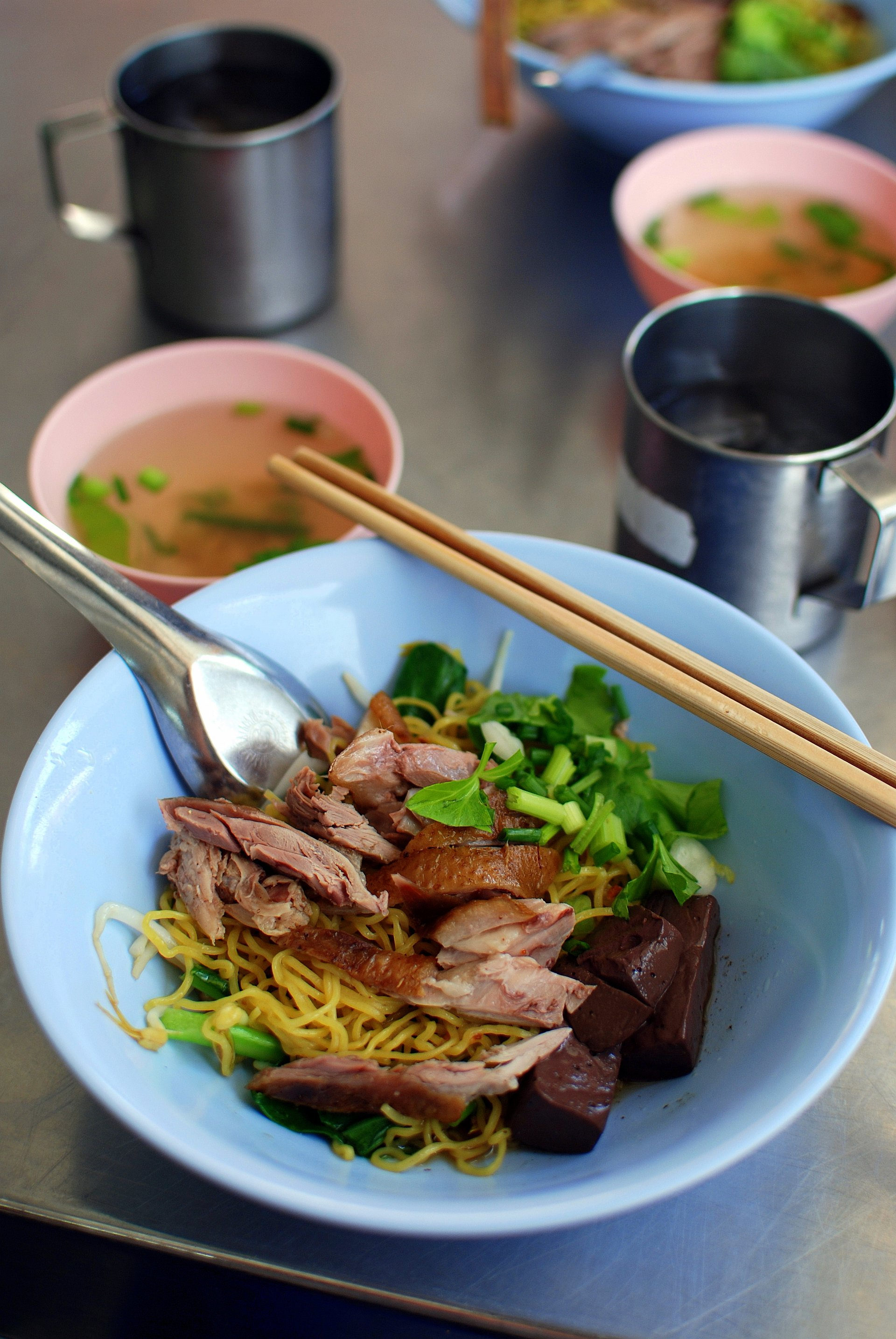
泰國清邁的鴨肉鴨血小麥麵Bami haeng ped

在中国大陆、台湾和一些東南亞地區，凝固的雞血、鴨血、鵝血或豬血在飲食中可常常發現，像是中国大陆及台湾的血豆腐常製成湯品，或是泰國的泰式豬血湯（Tom Lued Moo）和泰式辣血湯。而食用血也常常見於麵食之中，像是金麵。在臺灣，著名的豬血糕便是以豬血和糯米製成的，常以蒸、炒、或是以火鍋料的方式呈現在料理中。

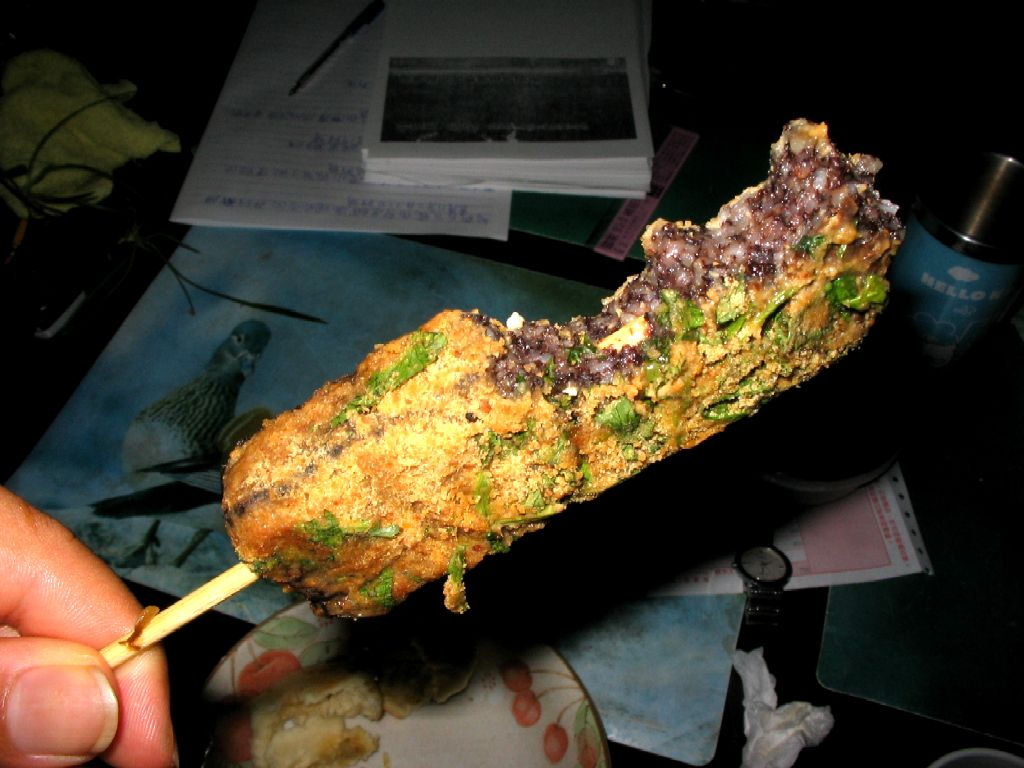
炸豬血糕

在韓國，人們會食用以解酲湯，配料通常有血豆腐、韓式糯米腸、泡菜、冬粉、蔥等等。
在菲律賓，一道人氣美食燉豬血（Dinuguan）會以辣椒調味，傳統會配飯食用。而在菲律賓北方，傳統會以炒的方式並加入醋收乾，而此料理方式在北方會稱為dinardaraan。
在寮國和泰國依善地區，一款生肉沙拉拉帕是以生絞肉為主，並以辣椒調味，最後再澆上一層血液。緬甸撣邦撣族湯麵和依善地區金麵的一些菜式變化會加入切丁的血豆腐。
在印度南部的坦米爾納杜邦，炒羊血（raththam poriyal）是道常見的早餐和午餐料理，通常會加入羊胃、羊腸並以薑、蒜、丁香、桂皮、辣椒粉、辣椒果、芫荽、孜然、火蔥和椰子粉調味。這道菜在馬杜賴和剛古納杜邦十分常見。
在印尼，特別是在北蘇門答臘省的巴塔克人，豬血會與刺花椒混和，作為薩克桑（Saksang）的調味料。
在越南，豬血豆腐會加在順化牛肉粉中吸收湯汁的味道，也常與粥搭配。

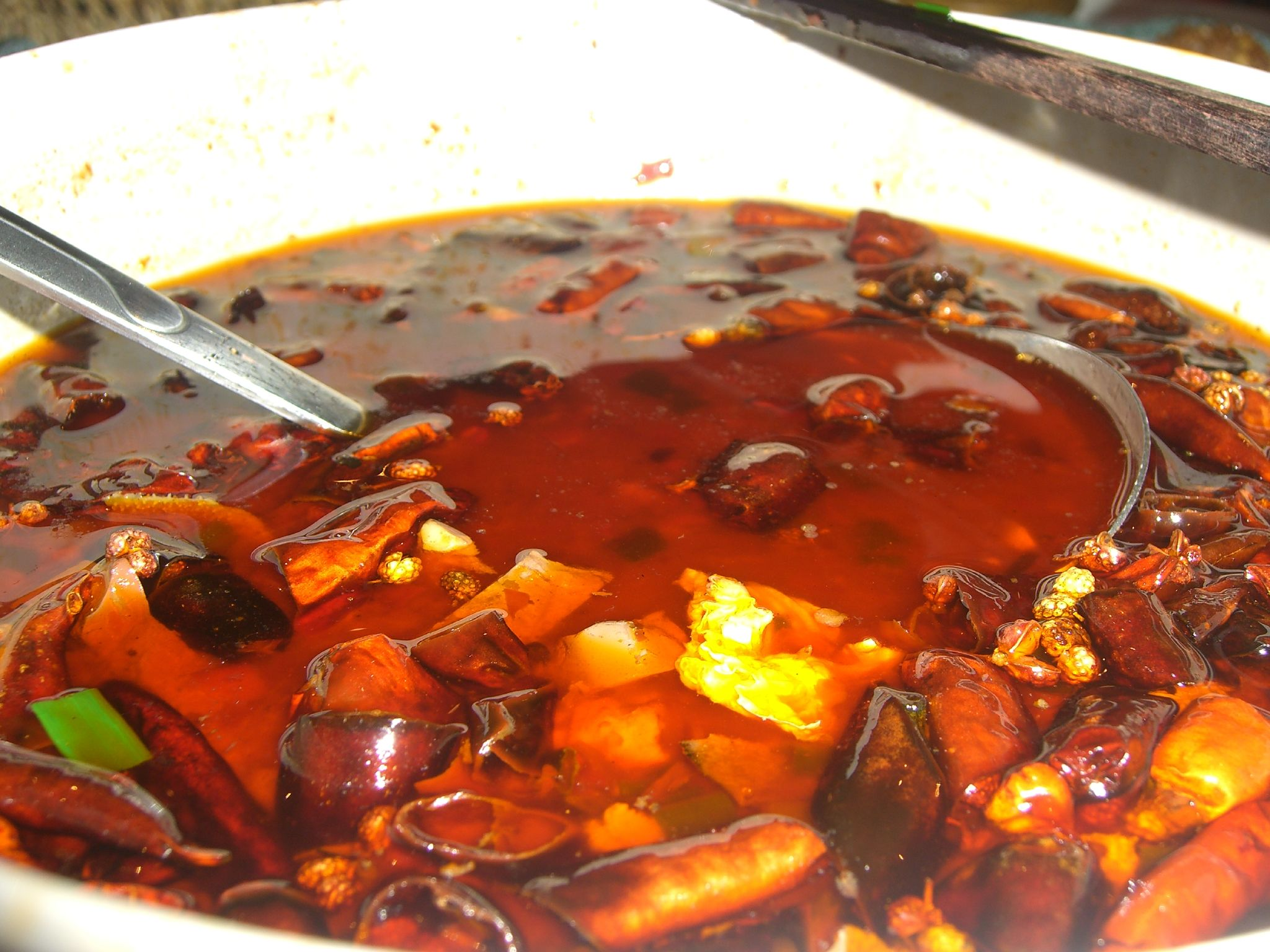
毛血旺

在中國和越南，蛇血被認為是一種春藥，常會加進米酒中飲用。

### 歐洲
在英國、愛爾蘭、和一些大英國協國家的食物“黑布丁”，是用食用血加上穀物及香料製成，有時也會加入燕麥。血腸在挪威、瑞典、波羅的海國家、拉脫維亞、愛沙尼亞、甚至是波蘭、德國、奧地利、匈牙利、西班牙、克羅埃西亞、斯洛伐克、羅馬尼亞、斯洛維尼亞、烏克蘭、法國都很流行。
在威爾斯蒙哥馬利郡，鵝血會在聖誕節的時候做為糕點塔的原料之一。
在愛爾蘭，有足夠的證據證明至十九世紀以前，都存在取用活牛血的習慣。活牛血被認為是對抗人傳牛疾病的預防措施，且其與奶油、草藥、燕麥和肉類混和，亦是緊急提供營養的食品。
在瑞典，斯堪尼黑湯是以鵝血製成，且傳統會在聖瑪爾定節前夕食用，特別是在南方的斯堪尼地區。其他還有許多著名的美食，像是黑布丁、牛血鬆餅、血蛋糕和血麵包。
在芬蘭，豬血會與牛奶、麵粉和糖蜜混合後製成血鬆餅，通常會搭配越橘果醬一起食用。
在北德國，傳統會以豬血加上醋、香料和糖製成德國血湯，通常會加溫食用，或用玻璃瓶保存。不同的生活型態、或是不同的調味方式，都能是這道湯品成為獨特的餐點。
在葡萄牙，一些北方的地區像是米尼奧有著一道傳統血湯血糊（意思是糊狀物，而則是葡萄牙燉血）。血糊是以豬血加上雞肉、豬肉、火腿、莎樂美腸、檸檬、麵包製成，並灑上孜然增添些獨特氣味。血糊在冬天比較常見，因為這是一道大的菜色，且在葡萄牙南方比較少見。而葡萄牙黑布丁在葡萄牙也同樣非常有名。另一道葡萄牙傳統美食血鴨飯，會以雞肉或是兔肉，加上牠們本身的血液製成，有時亦會加入醋提味。
在西班牙，西班牙血腸是以豬血加上香料、脂肪、以及一些蔬菜製成。在南方的安達魯西亞的著名美食洋蔥拌血（西班牙語：Sangre encebollada，巴倫西亞語為），是以凝固的雞血或豬血加上洋蔥拌炒製成。
在古希臘，城邦斯巴達的常見美食血湯，是以豬肉和食用血製成。
在義大利，豬血巧克力糊是以豬血、巧克力、糖、松子、葡萄乾和牛奶製成，亦可進一步製成布丁。

### 墨西哥、南美洲及美國西南部
如同歐洲一樣，血腸也在墨西哥、美國西南部（墨西哥血腸）、祕魯（辣血腸）、智利（馬普切血腸）、阿根廷、烏拉圭、以及波多黎各（西班牙血腸）都非常受歡迎。在哥倫比亞桑坦德省的西部，西班牙燉肉便是以山羊血煮米。某些地區的墨西哥人會把塞滿豬血和蔬菜的山羊胃當作美食佳餚。在巴西，葡萄牙的傳統美食血鴨飯在當地也非常有名。在厄瓜多，一道傳統美食血馬鈴薯燉湯，便是在馬鈴薯燉湯上灑上山羊血。

## 來源
1. ↑  Davidson, Alan. The Oxford Companion to Food. 2nd ed. UK: Oxford University Press, 2006., p. 81-82.
2. ↑  Ma Jian, Stick Out Your Tongue Chatto and Windus London, 2006.
3. ↑  Borré, Kristen. "Seal Blood, Inuit Blood, and Diet: A Biocultural Model of Physiology and Cultural Identity." Medical Anthropology Quarterly 5 (1991): 48–62.
4. ↑  Karl Josef von Hefele（英语：Karl Josef von Hefele）'s commentary on canon II of Gangra .   [2010年10月11日]. （原始内容存档于2016年12月20日）. （页面存档备份，存于） notes: "We further see that, at the time of the Synod of Gangra, the rule of the Apostolic Synod with regard to blood and things strangled was still in force. With the Greeks, indeed, it continued always in force as their Euchologies（英语：Euchologies） still show. Balsamon（英语：Theodore Balsamon） also, the well-known commentator on the canons of the Middle Ages, in his commentary on the sixty-third Apostolic Canon（英语：Canons of the Apostles）, expressly blames the Latins because they had ceased to observe this command. What the Latin Church, however, thought on this subject about the year 400, is shown by St. Augustine in his work Contra Faustum, where he states that the Apostles had given this command in order to unite the heathens and Jews in the one ark of Noah; but that then, when the barrier between Jewish and heathen converts had fallen, this command concerning things strangled and blood had lost its meaning, and was only observed by few. But still, as late as the eighth century, Pope Gregory the Third (731) forbade the eating of blood or things strangled under threat of a penance of forty days. No one will pretend that the disciplinary enactments of any council, even though it be one of the undisputed Ecumenical Synods, can be of greater and more unchanging force than the decree of that first council, held by the Holy Apostles at Jerusalem, and the fact that its decree has been obsolete for centuries in the West is proof that even ecumenical canons may be of only temporary utility and may be repealed by disuse, like other laws."
5. ↑  .   [2017-08-04]. （原始内容存档于2021-03-19）. （页面存档备份，存于）
6. ↑  Craats, Rennay. . Weigl Publishers. 2005: 25. ISBN 978-1-59036-255-6.
7. 1 2  .   [2017-08-12]. （原始内容存档于2020-08-06）. （页面存档备份，存于）
8. ↑  Cooking Northern Thai Food – Khanom Jeen Nam Ngeow 的存檔，存档日期2013年3月25日，.
9. ↑  . National Museum Wales.   [2017-08-12]. （原始内容存档于2020-08-14）. （页面存档备份，存于）
10. ↑  A. T. Lucas, Cattle In Ancient Ireland, pp. 200 -217, Boethius Press, 1989, ISBN 0-86314-145-5
11. ↑  .   [2010年10月11日]. （原始内容存档于2012年12月29日）. （页面存档备份，存于）
12. ↑  Schwarzsauer（德语：Schwarzsauer）
13. ↑  .   [2011年12月10日]. （原始内容存档于2012年2月3日）. （页面存档备份，存于）
14. ↑  Wilson Trotter, Carol Christopher. . Pavilion. 2012: 259. ISBN 9781909108370.
15. ↑  .   [2019年7月21日]. （原始内容存档于2020年2月29日）. （页面存档备份，存于）